# Відцентровий дезінтегратор на магнітній подушці

Відцентровий дезінтегратор на магнітній подушці: 1 — корпус, 2 — кришки, 3 — ротор, 4 — розгінні ребра, 5 — вал ротора, 6 — відбійні плити, 7 — муфта, 8 — двигун, 9—10 — постійні магніти і електромагніти магнітної подушки вертикального підйому, 11—12 — магніти, що створюють магнітну подушку горизонтальної стабілізації, 13 — завантаження, 14 — кожух, 15 — розвантаження

Відцентровий дезінтегратор на магнітній подушці — відцентровий дезінтегратор створений і випробуваний в інституті Механобрчормет. Доведена працездатність відцентрових дезінтеграторів на магнітній подушці і висока ефективність запропонованого технічного рішення. Розроблена технічна документація на відцентровий дезінтегратор на магнітній подушці, продуктивністю 10 т/год. Розроблені варіанти магнітних подушок з електромагнітними і магнітними полями.